# Jörg Juretzka
Jörg Juretzka (* 1955 in Mülheim an der Ruhr) ist ein deutscher Schriftsteller.

## Leben
Juretzka ist gelernter Tischler und Zimmermann, baute u. a. Blockhütten in Kanada und begann erst 1990 mit seiner schriftstellerischen Tätigkeit.
Hauptfigur seiner bisher veröffentlichten Romane ist der eigenwillige Privatdetektiv Kristof Kryszinski, dessen Fälle sich anfangs nur in Juretzkas Heimat, dem Ruhrgebiet, abspielten. Um für Abwechslung zu sorgen, ließ der Autor seinen Protagonisten jedoch auch in den Schweizer Alpen, in Spanien, auf einem Kreuzfahrtschiff, im Wilden Westen und in Afrika tätig werden. Erhalten blieben dabei die humorvollen Dialoge und der lakonisch präzise Stil Juretzkas, den vielen Kritiker lobten und der nicht selten zu Vergleichen mit Kinky Friedman führte.
Seit 2003 arbeitet Juretzka auch als Drehbuchautor, u. a. für die ProSieben-Serie Was nicht passt, wird passend gemacht, angelehnt an den gleichnamigen Kinofilm von Peter Thorwarth.
Im Jahr 2021 zeigte Juretzka erstmals seine Fotokunst in der Ausstellung „In Patina Serenitas“ in der Galerie an der Ruhr im Rahmen seiner Sonntagslesungen aus dem 2021 erschienenen preisgekrönten Roman „NOMADE“.
Im September 2023 las Juretzka in der Villa Artis in der Ruhrtalstadt Mülheim aus seinem Roman „NOMADE 2 – DER WEISSE VOGEL“.
Jörg Juretzka ist Ruhrpreisträger, er lebt und arbeitet in Mülheim an der Ruhr.

## Kristof-Kryszinski-Reihe
- 1998 Prickel ISBN 3-434-54042-3
- 2000 Sense ISBN 3-434-54041-5
- 2001 Der Willy ist weg ISBN 3-434-54053-9
- 2001 Enzi@n – Ein Kriminalroman in 54 e-mails (mit Roger M. Fiedler), ISBN 3-8311-1426-9
- 2002 Fallera ISBN 3-434-54034-2
- 2003 Equinox ISBN 3-548-25684-8
- 2004 Wanted ISBN 3-548-25895-6
- 2007 Bis zum Hals ISBN 3-548-26670-3
- 2009 Alles total groovy hier ISBN 3-86789-064-1
- 2010 Rotzig & Rotzig ISBN 3-86789-103-6
- 2011 Freakshow ISBN 3-86789-140-0
- 2014 TaxiBar ISBN 3-86789-197-4
- 2015 TrailerPark ISBN 3-86789-202-4
- 2017 TauchStation ISBN 978-3-86789-207-0
- 2021 Nomade ISBN 3-86789-208-3
- 2023 Nomade 2 – der weiße Vogel ISBN 978-3-86789-215-5

## Weitere Werke
- 2006 Das Schwein kam mit der Post (Illustrationen: Papan), ISBN 3-8067-5112-9.
- 2008 Der Sommer der Fliegenden Zucchinis ISBN 978-3-423-71416-7.
- 2012 Platinblondes Dynamit ISBN 978-3-86532-309-5.
- 2013 Schlachtfeld der Liebe ISBN 978-3-86532-373-6.
- 2014 Los Bandidos (nur als E-Book veröffentlicht), ISBN 978-3-86789-587-3.

## Hörspiele
- „Sense“ (WDR 2001, Regie: Leonhard Koppelmann)
- „Das Schwein kam mit der Post“ (SWR 2010, Regie: Iris Drögekamp)

## Ehrungen
Sein Debüt Prickel (vor Sense veröffentlicht, wenngleich später geschrieben) wurde 1999 mit dem 2. Platz beim 15. Deutschen Krimi Preis ausgezeichnet. Ein weiteres Mal erhielt er diesen Preis 2002 (Platz 3) für Der Willy ist weg. Die Romane Fallera (2003) und Equinox (2004) waren für den Friedrich-Glauser-Preis nominiert.
2006 erhielt er den mit 10.000 Euro dotierten Hauptpreis des Literaturpreises Ruhr.
Mit seinem Kriminalroman Alles total groovy hier gewann er 2010 den 3. Platz beim 26. Deutschen Krimi Preis 2010. 2012 erhielt er den mit 3.000 € dotierten Ruhrpreis für Kunst und Wissenschaft der Stadt Mülheim an der Ruhr für sein Gesamtwerk.
Juretzkas Roman Nomade wurde 2022 mit dem Friedrich-Glauser-Preis in der Hauptkategorie „Bester Roman – Glauser Autorenpreis“ ausgezeichnet.